# Мордовская Поляна
Мордо́вская Поля́на (мокш. Мокшень Куженя) — село, центр сельской администрации в Зубово-Полянском районе Мордовии.

## География
Расположена на реке Лундан, в 15 км от районного центра и железнодорожной станции Зубова Поляна.

## История
Название-характеристика: м. куженя «поляна»; определение «мордовская» («мокшень») указывает на этническую принадлежность жителей. В «Списке населённых пунктов Тамбовской губернии» (1866) Мордовская Поляна — село казённое из 98 дворов (1055 чел.) Спасского уезда. По спискам учёта сельскохозяйственного налога (1930), в селе было 276 дворов (1807 чел.); создан колхоз им. Ильича, позднее был преобразован в ТОО, с 1996 г. — СХПК «Мордовско-Полянский». В современном селе — средняя школа, 2 библиотеки, отделение связи, медпункт, магазин; Никольская церковь (1880). Мордовская Поляна — родина Героя Советского Союза Д. В. Тюркина, писателей Я. М. Пинясова, Г. И. Пинясова, председателя ВЦСПС СССР С. А. Шалаева.

## Население
| 2002 | 2010 |
| ---- | ---- |
| 1147 | ↘924 |

Национальный состав
Согласно результатам Всероссийской переписи населения 2002 года, в национальной структуре населения мордва-мокша составляли 98 %.

## Источник
- Энциклопедия Мордовия, О. Е. Поляков.